# ギャラクシーエンジェル
『ギャラクシーエンジェル』（Galaxy Angel）は、ブロッコリーによるキャラクターメディアミックス企画「Project G.A.」による一連の作品群である。元々はゲームの企画であったが、アニメ、コミック、ライトノベル、キャラクターグッズ等が展開された。
2005年より、続編である『ギャラクシーエンジェルII』が展開された。

## 主要スタッフ

### 共通スタッフ
- 企画・原作：ブロッコリー
- 総監修：水野良
- キャラクター原案：かなん
- メカニックデザイン：高倉武史・企画デザイン工房戦船（2004年4月セタ（現：アルゼマーケティングジャパン）に吸収、同社の映像コンテンツ事業本部となる）

### 小説
- 執筆：水野良、柘植めぐみ、土井佐智子、野尻抱介
  - 水野版、柘植版、土井版は原作系。野尻版はアニメ版に準拠（ムック「ギャラクシーエンジェルレシピブック」に収録）。

### コミック
- 執筆：かなん

第1期
富士見書房刊『月刊ドラゴンジュニア』及び同誌を継承した『月刊ドラゴンエイジ』で連載。単行本は当初、角川書店・角川コミックス・ドラゴンJr.レーベルで全5巻が刊行され、後にフレックスコミックス発行・ソフトバンククリエイティブ発売のコミデジコミックスレーベルで新装版全5巻が発売された。
2007年11月よりウェブコミック誌『FlexComixブラッド』で再掲載されている。
第2期（ギャラクシーエンジェル2nd）
ジャイブ刊『月刊コミックラッシュ』連載。タイトルは「2nd」であるが、内容は第1期から基本的にそのまま続いている。単行本は同社のCR COMICSレーベルより全3巻。なお、続編『ギャラクシーエンジェルII』の漫画化作品は『ギャラクシーエンジェル3rd』の表題で『コミデジ+』連載である（詳細はIIの項目を参照）。

## ストーリー
はるか昔。突如襲った時空震（クロノクェイク）により、人類は宇宙への進出手段を喪った。
約200年後。惑星トランスバールの衛星軌道上に現れた「白き月」は、この惑星に住む人類に「恩恵（ギフト）」を授け、再び宇宙に向かう道を与えた。以後400年にわたり、トランスバールはその版図を広げ、128の惑星を治める「トランスバール皇国」へと発展していった。
トランスバール歴412年。突如現れた大艦隊は瞬く間に首都惑星トランスバールを陥し、皇王ジェラールら皇族を弑逆した。艦隊を率いていたのは、その5年前、ジェラールによって皇国から放逐されていた皇子エオニアだった。
そんな中、辺境駐留艦隊にあってクーデターの報を知った青年将校タクト・マイヤーズの前に、5機の戦闘機が出現した。「ムーンエンジェル隊」と名乗る彼女らは、白き月に滞在していたためエオニアの粛清を逃れた皇子シヴァを守るようにとの、かつての恩師のメッセージを、タクトの許に携えてきたのだった。タクトは、白き月よりもたらされる先史文明「EDEN」の技術遺産「ロストテクノロジー」の粋を集めて建造された宇宙戦闘機「紋章機」を操る5人の少女と共に、戦乱の嵐に立ち向かっていく。

## 用語
ムーンエンジェル隊
ミルフィーユ・桜葉（さくらば）、蘭花（ランファ）・フランボワーズ、ミント・ブラマンシュ、フォルテ・シュトーレン、ヴァニラ・H（アッシュ）の5人のメンバーで構成される。月の巫女に属する部隊であり、本来は白き月のシャトヤーンを守るために組織された女性だけの戦闘部隊だが、白き月がトランスバール軍に占領され直轄地になったために、月の巫女は近衛軍に組み込まれムーンエンジェル隊も軍所属になった。
そのために、本編が始まるまではロストテクノロジーの発見・調査・保安などの雑用を任されていた。
最大の特徴は紋章機と呼ばれるロストテクノロジーの大型戦闘機を操縦できる特性を持つことである。エンジェル隊の採用条件はまず紋章機を操縦できることであり、そのために性格や出自はさほど重要視されない。
GALAXY ANGEL Moonlit Loversでは、新たに烏丸（からすま）ちとせがエンジェル隊のメンバーとなる。
そのメンバーは一般には公開されておらず、敵のスパイであったヴァインもエンジェル隊のメンバーがわからなかった。
彼女たち以外にも歴代のエンジェル隊が、存在したらしい。
なお、エンジェル隊のメンバーの声を当てている新谷良子、田村ゆかり、沢城みゆき、山口眞弓、かないみか、後藤沙緒里（途中より参加）の声優のユニットも同じくエンジェル隊と呼んでいる。

トランスバール皇国

全128星系を統べる巨大銀河皇国。首都星は惑星トランスバール。トランスバール皇王を頂点とした帝国制あるいは封建制の国家。その建国目的は時空震によって滅んだ銀河ネットワークの再構築によって人類の絆を取り戻すことであるとされる。廃皇子エオニアの反乱によって、当時の皇王を含め政治中枢にいた者がほとんど殺されてしまうが、反乱の終結後に復興。現在の統治者は女皇シヴァが勤め民主化を押し進めている。
紋章機

表向きにはロストテクノロジーを大量に含んだ単座式の大型戦闘機とされる、ムーンエンジェル隊専用の乗機。パイロットの脳を量子コンピューターに見立てて操縦するシステムを採用しているために、適正をもった人間で無ければ操縦できない。通常は儀礼艦エルシオールに艦載されている。
ロストテクノロジー
時空震によるEDEN文明崩壊によって失われたとされる、科学技術のこと。白き月の巫女たちはこれを研究し、実用化することで天恵（ギフト）として一般にこの技術を与えている。現在の社会の基盤はほとんど天恵で支えられているために民衆は白き月を神聖視している。
そもそも、紋章機やエルシオールもロストテクノロジーの産物であり、未だにブラックボックスとなっている部分も多い。
エルシオール

本編において主人公タクト・マイヤーズが指揮する戦闘艦にして、エンジェル隊の母艦。本来は白き月シャトヤーンの儀礼艦であり、そのために豪華客船並みの施設を持つ。単なる戦闘艦に留まらず、作中では主人公たちの生活の舞台でありここで恋愛を含む数々の日常ドラマが繰り広げられる。
EDEN（エデン）
かって全銀河に巨大なネットワークを築いていたと伝えられる先文明。600年前に時空震により崩壊したとされる。
ロストテクノロジーはこの時代のものであり、魔法としか思えないような科学技術が発展していた。
時空震（クロノ・クェイク）
約600年前にEDEN文明を衰退させた大災害。宇宙船や人工惑星はほぼすべて壊滅したのに惑星上の人類だけは無事だったという。自然災害だと思われ、惑星上のプレートによる起こる地震の宇宙版であるというのが定説とされてきた。
これにより銀河各地の惑星は大きく文明が後退しトランスバール皇国が誕生するまで暗黒時代と呼ばれた、ギャラクシーエンジェルの世界の根幹にも関わる人類の歴史において後の方向性を決定付けた最大の事件であると言える。
白き月
400年前に惑星トランスバール軌道上に現れたとされる人工天体。時空震により文明が崩壊し、中世レベルまでに文明が衰退していたトランスバールの人々に月の聖母シャトヤーンが天恵（ギフト）を提供。これによりトランスバールは飛躍的に再興し新たな人類文明の中心地となる。
そのため白き月は平和の象徴として神聖視され、月の聖母シャトヤーンは民衆からは敬愛と崇拝の対象になっている。
白き月では月の巫女と呼ばれる研究員が日夜ロストテクノロジーを研究し、一般化に励んでいる。この白き月自体がロストテクノロジーでありそれに関する様々な機器や施設が封印されている。
またトランスバール皇国最大の観光地であり、内部には都市や基地なども設置され多くの人々が住んでいる。
月の巫女
白き月で働く技術者の集団。皇国では聖職であり、ロストテクノロジーの発見・探求・管理・活用を行っている特殊部隊。研究者や開発要員、保安要員などが存在。白き月でロストテクノロジーを研究しギフトとして与える研究員がほとんど。エンジェル隊は保安要員。

黒き月
エオニアが発見した巨大なロストテクノロジー、人工天体。白き月の関係者では自己増殖を繰り返す自動機械、人類にあだなす星として伝えられ長年恐れられきた。無人艦隊を建造する自動生産プラントを持ち、惑星を一撃で壊滅させる砲撃を行える。これによりエオニアはトランスバール皇国に対してクーデターを行った。
ヴァル・ファスク

『GALAXY ANGEL Moonlit Lovers』から登場するEDEN文明に敵対するとみなされてきた種族。その外見は全身に独特の紋様があること以外は人類に酷似している。しかし人類よりはるかに長い寿命を持ち、生身で多数の機械を同時に操るなど人類には無い能力を持つ。
人類に対して自らの種族が上位であることを自負しており、またヴァル・ファスクでは心などといったものは重要視せず、むしろ劣ったものとされるという独特の考えを持つ。
ヴァル・ファスクは彼らの自称であり、その意味は不明とされる。

## 登場人物

### エンジェル隊
部隊名の正式名称は原作系はムーンエンジェル隊、アニメ版はギャラクシーエンジェル隊。原作系はギャラクシーエンジェルIIが発表されるまでは基本的に「エンジェル隊」と呼ばれていたが、IIが発表されてからは、IIに登場するルーンエンジェル隊と区別するために正式名称で呼ばれることが多くなった。なお、ギャラクシーエンジェルIIのアニメ版である「ギャラクシーエンジェる〜ん」においては、ムーンエンジェル隊と呼ばれている。また、この中では元祖エンジェル隊との呼ばれ方もしている（アニメ内でミルフィーユ、蘭花、ミントの3人は旧作（アニメ版基準）の制服姿になっている）。
原作系の階級は、エオニア戦役時はフォルテが中尉でほかの4人は少尉となっている。そして『Moonlit Lovers』では各隊員とも一階級昇進しており、ちとせのみ少尉となっている。
なお原作系の記述内容は、特に断っていなければゲーム版に準拠する。
ミルフィーユ・桜葉（ミルフィーユ・さくらば）
声：新谷良子
「ミルフィーユ」は菓子のミルフィーユより。「桜葉」は桜餅などの材料に使われる桜の葉。
年齢：17歳→18歳(Eternal Lovers)
ほんわかした性格で明るくて素直で少し天然ボケな少女。フワフワにウェーブのかかったピンクの髪に、花の飾りが左右についたカチューシャがトレードマーク。温厚で誰にも優しく接する一方、正義感や責任感の強さを持っている。お花やお菓子、かわいいもの全般に加え、ピクニックも好き。また、料理（特にお菓子）を作るのが大好きで、よくお菓子を作っては仲間達に振舞っている。｢エンジェル隊のごはん係｣と称される。
口癖は「バ〜〜〜ンとやっちゃいますよ！」。通称「ミルフィー」。
名前の綴りはMilfeulle Sakuraba（Millefeuilleではない）。
彼女は連続する多元世界の中で確率の薄い方を選択して動いている。そのため極端な運を発揮し強運と凶運を導き出す。また自分だけではなく相手まで被害が及ぶこともある。その一方、強運で手に入れたものを確実なものにする努力を怠らない。また、心の奥では自分の凶運によって周りの人が苦しんでしまうことをとても危惧しており、コミック版では強運のために周囲の人間から責められることもあったためある種のトラウマになっている。
学校の教師を目指し皇国師範学校に願書を送ったはずが、通常起こり得ない郵送事故によって皇国士官学校に誤配された挙句、なぜか士官学校の入学試験の受験資格を手に入れて合格した経緯を持つ。その後、強運凶運に彩られた波乱に満ちた学校生活を送り、学校を首席で卒業した。また、蘭花とは士官学校時代からの親友である。
タクトがエルシオールの艦長に就任した際、他のエンジェル隊が不信感を持つ中、最初から友好的だった。ゲーム版によると、子供の頃の夢は宇宙船になることだったらしい。原作系のうち、コミック版ではヘル・ハウンズ隊長のカミュと死闘を演じた。また、蘭花とは司令官のタクトを交えた三角関係になってしまうが、最終的にはタクトと相思相愛になる。
キャスティング
Project G.A.の企画立ち上げ当初、声優は田村ゆかりの予定であった。その後ブロッコリーのPCゲームの開発が遅れ、この作品の公開オーディションでグランプリを受賞した新谷良子に『ギャラクシーエンジェル』のオーディションの話が持ち上がり、この役が新谷にとってのデビュー作となった。新谷は2011年の「声優グランプリ」とのインタビューの中で、自分の知っている声優に囲まれていると思うと緊張のあまり、声を出すことしか考えられなかったため全く覚えていないと明かしている。
蘭花・フランボワーズ（ランファ・フランボワーズ）
声：田村ゆかり
「蘭花」はブロッコリーの広東語訳「西蘭花」より。「フランボワーズ」はラズベリーのフランス語読み、もしくはそのラズベリーを材料の一つとしたリキュールのクレーム・ド・フランボワーズより。
年齢：18歳→19歳(Eternal Lovers)
格闘技を得意とする体育会系の女の子。スラリとしたしなやかなスタイルと、大きな髪飾り（武器として使用可能らしい）で左右に束ねた金髪がトレードマーク。趣味は占いとリリアン。激辛料理が好み（辛さ1000倍カレーなど）。本人は「燃えるような恋がしたい」と言っている。また、少女漫画を読むことが多く、少女漫画の主人公の女の子と自分を照らし合わせることもある。
自分の言動に対する責任感はいま一つで、ワガママで高飛車なところもあり、物事が自分の思い通りにいかないと駄々をこねたりして周囲を困らせることもある。だが、メンバーの誰よりも世話焼きで、仲間のことを心配している。そしてミルフィーユと共にエンジェル隊のムードメーカーとして欠かせない存在。
トランスバールの中でも辺境の貧しい農業惑星出身で、大家族の第1子として生まれた。家族の生活費を稼ぐため士官学校へ進学、軍人となった。また、そんな大家族の中で育ったせいか、感受性が非常に強い。士官学校の入学式に行く途中に道に迷っているミルフィーユと出会う。さらに寮でも彼女と同室となり、学校時代全般を通して彼女の運に振り回されるが、同時にかけがえのない友情を育んでいった。士官学校での成績はミルフィーユに次ぐ次席。しかし、これはミルフィーユとは異なり完全に蘭花自身の努力によるものである。幼い頃から格闘技を学んでおり、肉弾戦を得意とする。また、格闘技の一環として学んだ精神修養が紋章機のパイロット適性に結びつき、学校での格闘技の教練で彼女にかなう相手はいなかった。そして、そのスキルはパイロットとしての素質にも反映されており、エンジェル隊で最も高速機動戦闘を得意としている。コミック版ではミルフィーユとタクトの三角関係になるがミルフィーユにタクトを譲る。
ミント・ブラマンシュ
声：沢城みゆき
「ミント」はハーブのミント、「ブラマンシュ」は菓子のブラン・マンジェより。
年齢：16歳→17歳(Eternal Lovers)
エンジェル隊の参謀格で名門ブラマンシュ財閥のお嬢様。頭から動物のような白い「耳」が垂れており、これはテレパシーのための器官であり、彼女の全ての血族は性別に関係なく同様の耳が生えている。また、子どもと間違えられるような容姿に悩んでおり、子供扱いされることを嫌う。キュートな見た目に反して抜け目のないチャッカリした性格。商人の家の出だけあって、話術が得意で相手を手玉に取ることもしばしば。好きな食べ物は合成着色料＆添加物てんこもりのジャンクフードで、「駄菓子の友」という雑誌を愛読している。また、紅茶にもこだわりがあり、ティーラウンジで紅茶を飲んでいる場面も多い。
秘密の趣味は着ぐるみの収集とコスプレ。彼女が着ている着ぐるみは自分の部屋に堂々と飾っており、人から見ると大きなぬいぐるみが置いてあるようにしか見えない。
テレパシー能力によって人の心理の裏側に隠されている暗い本質を知ってしまうこともあり、他人に心を許せない面があった。しかし、タクトやエンジェル隊達との絆が深まるにつれて、人嫌いな面は払拭されていくこととなった。良家の子女としての窮屈な生活を嫌って、白き月入りを志願した経緯を持ち、実家との折り合いはいいとはいえない。父・ダルノーは花嫁修業ということで白き月入りを認めている。その後紋章機の適性が認められて皇国軍に所属したのを機にブラマンシュ家との関係を断とうとしていた。
フォルテ・シュトーレン
声：山口眞弓
「シュトーレン」は菓子のシュトレンより。
年齢：22歳→23歳(Eternal Lovers)
エンジェル隊の実質的リーダー（ゲーム版では正式に「隊長」の肩書きがある）でまとめ役。赤毛と左眼にモノクル（片メガネ）をかけているのがトレードマーク。
コミック版では、子供時代に左目を負傷したので視力が落ちていると思われる描写がある。趣味と実益を兼ねたガンマニアであり、射撃の腕は相当なもの。趣味は銃のコレクション。特に実弾を打ち出す火薬式の銃をこよなく愛す。暇なときは大体、射撃訓練場で銃を撃っている。豪快な性格で男気があり姐御肌。
内戦下の惑星出身で、一兵卒からの叩き上げ。以前は軍のゲリラ部隊「ゴルゴーン隊」に属し、カミュたち「ヘル・ハウンズ隊」とは商売敵のような関係。軍人として極めて優れた資質を持ち、また紋章機の操縦を認められたために軍曹から大尉にまで一気に昇格した。エンジェル隊のリーダーだけあって隊員のまとめ方がうまく、タクトにも相談に乗ったり道を導いたりと手助けをすることが多い。初期の方はタクトの実力を認めていないが、話が進むにつれタクトを認めていくようになる（呼び方も最初は「司令官殿」と呼んでいたが、実力を認めた後は「タクト」と呼んでいる）。恋愛には慎重な面があり、「安心して背中を預けられる相手」であることが最低条件となっている。また、ボトルシップを作るという渋い趣味も持っている。基本的に、植物でも人間でもじっくり育てることに長けており、『Moonlit Lovers』の彼女のルートでは、ちとせを育て上げている彼女の姿が見られた。
ヴァニラ・H（ヴァニラ・アッシュ）
声：かないみか
「ヴァニラ」は香料のバニラより。「アッシュ」はアルファベットのHのフランス語読み。
年齢：13歳→14歳(Eternal Lovers)
ナノマシンを使ったケガの治療を得意とする少女。寡黙で冷静な性格のために感情を表すことは滅多になく、原作系では感情をコントロールしないとナノマシンの制御に支障が出るという理由付けがなされており、感情をナノマシンが代わりに表してくれる場面もある。ある種の聖職者のような価値観を身に付けており、趣味は聖典を読むこと。だが、時折歳相応の行動をすることがある。コミック版ではナノマシンを自分の体に貼り付けて顔や衣装を変えて、シヴァに成りすましたこともある。
惑星エルダートで身寄りのない赤ん坊だったところをシスター・バレルに拾われ、以後彼女に養われた。ナノマシン技術はこの時修得したもの。しかし、まだヴァニラが幼いうちにシスターが老衰で他界してしまい、その現実を受け止めきれなかったヴァニラは彼女の死を自分の責任として心に刻み付けてしまう。後に動物を飼い始めるが、このときの経験がヴァニラを先述のシスターの死に真正面から向き合う機会を与え、そしてヴァニラを大きく成長させる。また、動物好きなので、ときおりクジラルームで動物の世話をすることもある。エルシオール艦内には、ヴァニラ公認の親衛隊「ヴァニラちゃん親衛隊」も存在する（公認なのは訳も分からずに頷いたため）。
内向的で、様々な思いを内側に溜め込んでしまうところがあり、真面目で働き者で性格は頑な、暇があれば積極的に誰かの仕事を助けており、それが過ぎて本人の負担になっているようなこともあり、周囲（主にタクト）から心配されていたが、仲間達との生活により徐々に解消されていった。
看護婦の帽子を思わせるヘッドギアは、原作系ではナノマシンのコントロール装置である。また、かなんの執筆による4コマ漫画「GAみち」ではヘッドギアにクーラー装置が備わっているという場面がある。
キャラクター制作
当初ゲームサイドのヴァニラは、シナリオライターが女性だったためかタクトのことを「タクト様」「お兄ちゃん」と言うなどの突き放したシナリオだったらしいのだが、ヴァニラが一番のお気に入りだった原案者の水野良がこのことに対立し、大きく加筆・修正を加えたことを「超解！ギャラクシーエンジェル」で語っており、ゲームサイドのヴァニラの性格成形とシナリオは水野良の影響が大きいことがうかがえる。
Project G.A.の企画立ち上げ当初、声優は沢城みゆきの予定であった。
烏丸ちとせ（からすま ちとせ）
声：後藤沙緒里
「ちとせ」は菓子の千歳飴より。
年齢：17歳→18歳(Eternal Lovers)
ゲーム版第2作『Moonlit Lovers』（エオニア戦役後）から、エンジェル隊の新メンバーとして登場した。赤いリボンで結ばれた、腰まで届くほどの長い黒髪がトレードマーク。
代々軍人の家系の出身で、父親は皇国軍の軍艦の艦長を務めていた。しかし、彼はちとせが幼い頃に突然の不慮の事故で亡くなってしまう。軍人になることを当然と考えており、勉強熱心な優等生で周囲に気配りもできる優しい心の持ち主であり、トランスバール軍においてエリート中のエリートを輩出するセンパール士官学校を首席で卒業した。情報分析能力が非常に高く、優秀な逸材として軍の上層部からも一目置かれていた。特技は生前父親から教わった弓道と情報処理。自室に的を置き、日々鍛錬を欠かさない。弓道で鍛えた集中力により銃器による長距離射撃も得意とするため、長距離射程型であるシャープシューターの攻撃を可能にしている。
エオニアの乱の後に白き月から紋章機が見つかったために、エンジェル隊の補充パイロットとして配属された。軍人として優秀ではあるが、生真面目すぎる性格のためエンジェル隊にとけ込むのに少し時間がかかった。そして天然でボケることもあり、恋愛にも鈍感。また、最初はエンジェル隊のメンバーを名字に階級付けで呼んでいたが、みんなから反対され名前に「先輩」という言葉をつけて呼んでいる（フォルテルートでは、特訓後、フォルテを「お姉さま」と呼び始める）。また、タクトのことは普通に「タクトさん」と呼んでいる（ただし、最初は噛みまくっていた。ちとせルート序盤のみ「マイヤーズ司令」）。部屋は家柄上畳やふすまと言った純和風の内装になっており、一時はお金がないように見えてしまったこともある。日課として自分が感動したことなどを日記をつけており、「日記に書いておきますね」が口癖の一つ。
コミック版はゲーム版準拠の設定だが、エオニア戦役中に出会っているために、脱出ポッドの生存者として登場しており、精神的な記憶喪失となっている。また、ノア（インターフェイス）（後述）に思考や行動、感情をコントロールされてしまう「プログラム」を植えつけられたことによってシヴァ皇子をエオニアの元へ連れ去ろうとした。

### エルシオールスタッフ
タクト・マイヤーズ
声：うえだゆうじ
「マイヤーズ」はラム酒のマイヤーズより。
年齢：21歳→22歳(Eternal Lovers)
ゲーム版・コミック版・小説版など原作系における主人公であり、ムーンエンジェル隊の司令官であり大佐。周囲の人を引きつける魅力を持つ。マイペースで呑気な態度を取っているために周囲からはよく心配されているが、屈託がない温和な性格で、かつ鋭い知性を持っているために、戦術や戦略に長けている。女好きでロマンチストな一面もある。
面倒な業務は副官であるレスターに押し付けて、自分はエンジェル隊とお茶でも飲んで、楽しく過ごすことに専念することを常に願っているが、一方、戦闘に関しては天才的な指揮能力を発揮しエルシオールのブリッジからエンジェル隊や友軍を指揮、常に的確かつ柔軟な戦術を駆使し多くの戦いを勝利に導いた。特に心理戦術に長けており、相手の裏を読むことや挑発することが得意。数々の作戦を成功させてきたことにより、徐々に「皇国の英雄」と呼ばれるようになっていき不動の地位を確保した。
名門伯爵家出身であるが、本人はこれに全く価値を感じておらず、疎ましく思っている。士官学校でも優秀な成績を修めている。士官学校時代は「スペースボール」という球技もたしなみ、その指揮によりチームを優勝に導いた。
第二次ヴァル・ファスク大戦においては強い意志を持って臨み、占領下のEDEN及びヴァル・ファスク本星への侵攻作戦を立案。トランスバール軍を指揮し電撃的にヴァル・ファスクから惑星ジュノーを開放。さらにはゲルン政権を崩壊させ、政権転換を行うヴァル・ファスクとの友好を取り持った。
原作者の水野良曰く、キャラクターモデルは銀河英雄伝説のヤン・ウェンリーとラインハルト・フォン・ローエングラムを足してけっこうな数で割ったものらしい。
漫画版では泣いている子を笑顔にするのが好き、という理由でミルフィーユと結ばれる。
レスター・クールダラス
声：小西克幸
「レスター」はハードチーズの銘柄。「クールダラス」はウォッシュチーズの銘柄。
年齢：22歳→23歳(Eternal Lovers)
タクトの親友であり、儀礼艦エルシオールの副司令。当初はクリオム星系駐留艦隊旗艦・バーメル級巡洋艦「タレット」において艦長であったタクトを補佐していたが、タクトが恩師であったルフトからエルシオールの艦長への転向を命じられた際にタクト共にエルシオールの副司令になった。
無愛想で朴念仁であり、恋愛に興味がない。醒めた価値基準の持ち主で、同情や義侠心といった感情からは縁遠い。ワーカーホリック気味であり、よくブリッジで寝る。軍人としては、自主的に働こうとしないタクトの代わりにエルシオールの軍務を取りしきることが多い。人の上に立つことを好まないため、タクトの補佐をするほうがいいらしいが、タクトに頻繁に振り回され気苦労が絶えない。
タクトとは仕官学校時代からの腐れ縁であり、士官学校の成績はタクト以上であり、首席で卒業した。しかし市民階級であったためにタクトよりも階級が低く少佐である。タクトのことを口うるさく批判することが多いが、それはタクトが自分を使いこなせるほどの器量をもった男だと知っているからである。態度とは裏腹にタクトのことを非常に信頼しており、『Eternal Lovers』において「俺の最高の親友」などと発言するなどその信頼が垣間見られる。
左目に大きな機械仕掛けらしいアイパッチをしているが、その機能はシリーズ通しての謎である（『天使図鑑』にて蘭花が覗いてみたところ物凄い世界が見えた）。
また、オペレーターのアルモに想いをよせられているが、気がつく様子はない。だが、士官学校時代では女性に人気だったために、タクトによって人妻好きなどの悪い噂を流されたことがある（『GAみち』にて「レスターは眼鏡の女教師が好き」ということをアルモに告げていた）。なお、タクトがミルフィーユと結ばれている場合は二人とも『Moonlit Lovers』まで除隊しているため彼がエルシオールの司令官を務めていた。
ココ・ナッツミルク
声：浅野るり
名前は「ココナッツミルク」より。
年齢：19歳→20歳(Eternal Lovers)
儀礼艦エルシオールの情報担当士官。レーダー担当オペレーターを務める。トンボ限鏡にお下げ髪がトレードマーク。階級は少尉。アルモとは友達で、アルモの恋を応援している。また、男同士の友情にときめくことがある。おっとりした性格で、責任感が強いしっかりもの。
アルモ・ブルーベリー
声：小暮英麻
「ブルーベリー」は果実のブルーベリーから。
年齢：19歳→20歳(Eternal Lovers)
儀礼艦エルシオールの通信担当士官。レーダー担当オペレーター。活発な性格で、司令であるタクトに対しても、タメ口をきくほど物怖じしないが、若干オッチョコチョイな面がある。同僚のココと仲が良く、またレスターが好きだが、気づいてもらえない。階級は少尉。公式ホームページ内の毎日小説では、菜の花すみれが「エルシオール交響曲 〜アルモの恋の物語〜」というものを著している。
クロミエ・クワルク
声：能登麻美子
年齢：15歳
「クロミエ」はチーズのクロミエより。
儀礼艦エルシオール内のクジラルームの管理を担当する少年。宇宙クジラと意思疎通ができる。
ゲーム版ではタクトにエンジェル隊のタクトに対する気持ちを教えてくれる。いつも子宇宙クジラを肩に乗せている。子宇宙クジラと表情の変化が一致している。性格は温厚で気さくだが、基本的に感情の起伏に乏しく、いつもやんわりとした笑顔を浮かべており、やや人間離れした面もある。一切の悪気なく「本当のこと」を口にするために、時に相手を惑わせることもあり、少々喰えない部分がある。「永劫回帰の刻」ではカズヤが持っているテレパスファーに反応してミントと勘違いしたりなど勘の鋭さを見せている。また、リコの特訓の時に一人だけ殴り飛ばされないように逃げていたため、ナノナノに「ハラクロミエ」と呼ばれていた（彼自身は笑ってごまかしている）。
両性具有の疑いがあるということがGAみちにて公表されたことがある。
クレータ・ビスキュイ
声：小島幸子
年齢：24歳
儀礼艦エルシオールの整備班長。紋章機をはじめ、整備の全般を受け持つ責任者。オールバックにしてカチューシャで留めた金髪とソバカス、白い作業着に皮手袋がトレードマーク。美少年アイドルのリッキー・カート君の大ファン。紋章機には絶大な誇りを持っており、蘭花が紋章機を改造しようとして激しく怒る場面もある。
「永劫回帰の刻」においてついにフルネームが発覚した。その際、カズヤと出会い、カズヤがあと数年若ければよかったと嘆いている。
ケーラ・ヘーゼル
声：大原さやか
年齢：29歳
儀礼艦エルシオールの医師。船医として艦内の医療・衛生管理全般に関わっているが、外傷はヴァニラがナノマシンで治すため、カウンセリングや検査が主な仕事。コーヒー好き。よくヴァニラにコーヒーを入れてもらったりしている。また、編み物が得意でヴァニラに教えたりもしている。
クレータ同様「永劫回帰の刻」でフルネームが発覚した。その際、モルデンと話しており、大人の雰囲気を出していた。
エコ・フリット
声：保村真
エルシオールのコンビニ店員。細フチメガネをかけた青年。ミルフィーユの強運によって福引の1位を全部当てられたりしていて嘆いているが、それでもイベントが起こるごとにセールをやるなど商魂がたくましい。また、ミルフィーユの強運に振り回されていたせいか、どんな状況でも落ち着いていられる。
「永劫回帰の刻」において本名が発覚し、ルクシオールのコンビニ店員であるルコと兄弟だと判明した。
宮沢梅
声：岡本嘉子
エルシオールの食堂のおばちゃん。ミルフィーユがケーキを焼く時にオーブンを貸したり、ミルフィーユと一緒にご飯を作ったりしている。普段は優しい人だが、ご飯を無駄に残すと怒る場面もある。戦争で家族を失っているという辛い過去を持ち合わせているが、そんな雰囲気を微塵に見せていない。
「永劫回帰の刻」で名前が判明し、ランティと仲良く料理を作っていたので相性判断したら相性が抜群だったことを明かされている（カズヤはその結果を見なかったことにしていた）。

### トランスバール皇国
シヴァ・トランスバール
声：岡村明美
年齢：10歳
トランスバール皇国の皇子。父親は皇王ジェラールで母親が聖母シャトヤーン。小さい頃から白き月でひっそりと育てられていた。トランスバール皇族が全員エオニアによって粛清されたために、エオニア以外の唯一の皇族となる。正義感と使命感が強い性格から、自らエオニアと戦うことを決意した。タクトとエンジェル隊が、シヴァ皇子を反抗勢力が集まるローム星系まで護衛する任務をルフトから受けたことにより、タクトたちと出会う。またこれにより一連の騒動の中でタクトたちに絶大な信頼を寄せるようになる。
女性であるが、月の聖母の資質を持つため、その悪用を避けるべく、皇子として育てられる。このことを知っていたのは、実母であるシャトヤーンと彼女の侍女（声：小林沙苗）を除けばごく一部。また、エオニアは月の聖母の資質のことを知っており、彼女を狙っていた。
エオニア戦役後、皇位を継承しトランスバール皇国第14代皇王に即位する。現状では唯一の皇族。即位の際、自分が女であることを公表したが、何もお咎めもなく女皇となった。正義感が強く、真っ直ぐな性格であり、まだ若いものの臣民からの信頼は厚い。なお、ゲーム版（無印）では条件を満たすと皇位を退き、シャトヤーンと母娘として一緒に暮らすというルートがあるが、女皇となったのが正史であるためいわゆるパラレルワールド的扱いとなっている。
また、上記のルートにおいて寝ぼけつつタクトに告白してしまうなど、タクトに対して父親や兄に対するようなものと、恋人に対するようなものがないまぜになった感情を抱いている。
シャトヤーン
声：井上喜久子
白き月の管理者にして、シヴァの生みの親。シャトヤーンという名前は歴代の白き月の管理者が名乗ってきた名前であり、600年前に白き月にいた月の聖母とは別人。しかし、コミック版では600年前の聖母から後の代は彼女を含め皆クローンであるとされている。当代のシャトヤーンは、やわらかく波打つ純白のドレスをまとった、笑顔の優しい美女。管理者であるためにロストテクノロジーに関する深い知識を持つが、何世代にもわたり伝承してきたために、欠落した知識も多い。トランスバールの民衆からは、宗教的な崇敬の対象になっている。
エオニア戦役時は白き月に結界（実際には白き月を異次元へ移動させる術）を張りエオニア軍の侵入を防いでいた。当戦役最終決戦直前には紋章機のリミッターを解除し、エルシオールにクロノ・ブレイク・キャノンを装着させた。
シヴァとは親子関係にあるが、先述の理由から立場上自分が母親だと名乗り出ることが出来ずに心苦しんでいた。しかし、コミック版ではシヴァとエンジェル隊に、ゲーム版では『Moonlit Lovers』以降、言動から察するに周囲に事実を話しているようである。
「無限回廊の鍵」で、白き月がパルフェによってNEUE宇宙に転移された際に、ルーンエンジェル隊員とも顔を合わせている。その後は、EDENからの預かり物として、NEUEに白き月ごと滞在している。
ノア
声：谷井あすか
ゲーム版1作目に登場したノアについては、後述のノア（インターフェイス）を参照
年齢：10歳
黒き月の管理者。時空震が起こる前のEDEN文明時代の生き残りであり、コールドスリープによって現代まで生存していた。そのため、誕生したのは600年以上前である。その出自は謎だが、600年前に管理者になっており、管理者になって以来の完全な記憶を保持している。そのため白き月が600年の時の流れによって欠損した情報を持ち合わせており、ロストテクノロジーをはじめとしたあらゆる科学と技術、人文学に精通している。
彼女が現代までコールドスリープをしていたのは、「黒き月は不確定要素を極力排除することで、安定した出力を維持する」という考えに由来しており、黒き月の管理はインターフェースに任せて、必要なとき以外は冷凍睡眠する方針を採っていたため。黒き月のコアとして休眠中だったが、想定されていた外敵「ヴァル・ファスク」であるネフューリアが登場することで目覚め、白き月の管理者との会見を要求し、エルシオールと合流する。
当初は白き月の代替わりによって多くの重要な情報が欠落していたことを嘆き、エオニアの乱においてインターフェイスのしたことは黒き月の目的達成のためには必要だったと主張し対立していたが、「ヴァル・ファスクと戦う」という目的の一致から共闘することとなり、それ以降はEDENを防衛するという本来の役目を果たすために、最強の協力者として関わり続けることとなる。
またインターフェイスと同じように冷酷非情な人物かと思われたが、きたるべき外敵、ヴァル・ファスクとの戦いにおいて、彼らの攻撃で殺されていく人々を目の当たりにした時、人類を守るべく開発製造された黒き月の技術によって人類が殺されていることに自責の念に駆られていた。これを最大の汚点と考えている。
「黒き月の管理者」としての強固な価値観とプライドを持っており、そのため発言に容赦や妥協が無く、何に対しても心を許したり甘えたりすることも無い。しかし、タクトに寝ている所を見られて顔を赤らめるなど、人間らしい感情を見せることもあった。作中においては、超巨大戦艦オ・ガウブを打ち破るために「決戦兵器」を開発し、スカイパレスのライブラリの情報を使いアナザースペースに囚われたタクトを救出する大掛かりな装置を開発するなど、その能力を活かしてタクトたちを助けた。
ルフト・ヴァイツェン
声：納谷六朗
「ヴァイツェン」はビールのヴァイツェンより。
年齢：50代
トランスバール皇国軍准将（エオニア戦役後に宰相に就任）。タクトとレスターの士官学校時代の先生。タクトが来る前まで白き月防衛軍司令を勤めていた。エオニア戦役時にタクトをエルシオールに導き、司令の座を受け渡す。タクトの実力をレスター同様信じている（小説版によると彼が教えた中で最も優秀だったのがレスター、最も理解できなかったのがタクトであるとのこと）。貴族出身ではないので階級の上がりはよくなく、准将の地位も半ば名誉職であった。実は妻子持ちで、孫がいるらしい。無印で上記のシヴァのイベントを発生させるとトランスバール共和国初代大統領となるが、もちろんこれもパラレルワールド的扱いになっている。
シグルド・ジーダマイア
声：郷里大輔
ローム星系を中心とした第3方面軍総司令。階級は大将。5年前のエオニアの反乱の際には当初エオニアに従っていたが、戦いが始まるとすぐに離反し、エオニアの敗北の一因となった。その時の功績で少将から大将に出世したと言われている。長いものに巻かれる性格で、性格上弱いものを見下し、権威の強いシヴァなどにはペコペコするなど、ある意味では軍人らしい軍人と言える。エオニア戦役の際はシヴァ側についていたが、前哨戦で大勝したことで油断しきってしまい、黒き月の奇襲攻撃で何も出来ずに絶命した。
ジェラール・トランスバール
トランスバール13代目皇王。シヴァの実父。「戯れ」にシャトヤーンを求めたとも言われている。エオニア戦役の際、他の皇族共々殺される。
マードック
声：奥田啓人
ゲーム版『Moonlit Lovers』のちとせルートにて登場した衛星防衛艦隊所属の中佐。辺境調査からの帰還中だったタクトに命令書とエンジェル隊を届けるために、ルフトの命によりエルシオールの臨時指揮官を務めた。
その道中、ほんの数日で胃がボロボロになるほどエンジェル隊に振り回されたらしく、タクトに指揮権を委譲し終えたら逃げるようにブリッジを退室、タクトが乗っていた巡洋艦で帰っていった。

### 正統トランスバール皇国軍
エオニア・トランスバール
声：三木眞一郎
年齢：26歳
正統トランスバール皇国軍のリーダーで第14代皇王。12代皇王は彼の実父であり、本来はエオニアが王位継承者であったのだが、エオニアが幼いころに皇王が崩御したため、皇王の実弟であるジェラール・トランスバールが13代目の皇王になった。その後、ジェラールは自分の実子を王位継承者としたため、エオニアは廃皇子となってしまった。皇国暦407年に皇権の正統化を名目としてクーデターを起こし、その際に白き月の力を狙ったため、クーデターの鎮圧後、禁忌に触れたという罪状ですべての権限を剥奪され、皇国領外への追放処分となった。その5年後の皇国暦412年、黒き月と無人艦隊を率いて再度中央へ侵攻し、皇都を壊滅に追い込み、当時の皇族や一部の高官、貴族を処刑にした。皇王になってからもそのカリスマ性から皇国軍だった人間を裏切らせたりもし、自分に反旗を翻そうとしている人間を排除している。白き月の力を手に入れるために、結界を解く鍵となっているシヴァを狙いエルシオールを狙ってくる。冷徹な性格だが、追放される前から共に戦ってきたシェリーの死を悲しんでいた。
エオニア自身はトランスバールの発展のための挙兵と信じていたが、実は白き月と融合するために黒き月に操られていただけだった。最終決戦でクロノ・ブレイク・キャノンにより自分の旗艦ごと消滅した。
彼が行ったクーデターは、後に「エオニア戦役」と呼ばれるようになる。
ノア（インターフェイス）
声：谷井あすか
黒き月の管理者・ノアがコールドスリープにより自らの生命を維持させている間、外部とのコンタクトを担当するアンドロイド。外見は本人と瓜二つであるが、行動プログラムに欠陥があるためか、黒き月の目的である「人間が関与しない形での最強の兵器体系を構築する」に忠実になりすぎてしまい、本来守るべきである人間達をも利用してその目的を達成しようとした。その結果、エオニアを利用しエオニア戦役を勃発させ、惑星ロームと衛星都市ファーゴを壊滅に追い込んだ上に、多くの罪のない人々の命すらも奪ってしまう。
コミック版ではちとせを拉致した後「プログラム」を刷り込み、エルシオールに潜入させ、決戦直前にシヴァを黒き月に連行しようとしたが、ちとせ本人の意思とプログラムの衝突によりプログラムにバグが生じ、結果的にちとせはその計画に巻き込まれ負傷したタクトを連れてきてしまう。しかし、ノアはそれすらも利用し、タクトを治療すると共にちとせ同様「プログラム」を刷り込ませ、最終決戦時に盾として利用しようとした。
エオニア戦役最終局面においてクロノ・ブレイク・キャノンの第2次発射により黒き月の大部分と共に消滅した。
シェリー・ブリストル
声：沢海陽子
「シェリー」はワインのシェリーより。
エオニアが辺境の地に飛ばされる前からの部下で、エオニアが最も信頼している人物。エオニアに対して忠誠を誓っており、自ら前線に赴いてエルシオールと対峙してくる。左頬に皇王ジェラールに撃たれたときに出来た切り傷がある。コミック版ではシェリーはこの顔の傷を忠誠の証だと言っている。
エルシオールを破壊するために戦いを挑んだが敗れることになる。その際エルシオールに特攻するが、エルシオールに衝突する寸前に撃墜される。
コミック版のおまけ漫画では、ボロボロになりつつも辛うじて生きていた彼女が描かれている。
ヘル・ハウンズ隊
エオニアに雇われた5人の傭兵部隊。全員がそれぞれのエンジェル隊メンバーに固執している。ゲーム版に出てくるときはわりとコミカルに描かれているが、実力も高く情報網も半端ではない。各隊員については下記参照。
エンジェル隊とは良くも悪くもライバル同士であったが、最後はノア（インターフェイス）の手でダークエンジェルにコアパーツとして同化させられる。
カミュ・O・ラフロイグ
声：石田彰
「カミュ」はコニャックメーカーのカミユ(CAMUS)、「O・ラフロイグ」は有名なウィスキー会社ラフロイグの上級ウィスキーより。
エオニアに雇われた傭兵部隊、ヘル・ハウンズ隊のリーダー。ミルフィーユに関わってきており、彼女の恥ずかしい過去を暴露し、彼女のことを「マイハニー」或いは「ミルフィー」と呼んでくる。もちろんミルフィーユは彼のことを嫌っている。コミック版ではさらに初対面の宣戦布告時にミルフィーユが恐怖心を抱くほどのプレッシャーをかけたりもした。ゲームではコメディリリーフのような面もあるが、コミック版の方ではミルフィーユへの愛が妄執の次元に達していて、ミルフィーユを自分の手で殺そうとつけ狙う。ナルシストでなぜかいつも薔薇を持っているが、クロミエ曰く「エルシオールの施設でも宇宙薔薇は作れない」ため、カミュがどこから薔薇を持ってきているかは謎である。ゲームにおいてはミルフィーユルートのタクトに対していい感情は持っていないが、コミック版に於いては、最初から相手にしていない。ゲーム版とコミック版では彼らヘル・ハウンズの戦闘技能が違い、ゲームではエンジェル隊が機体性能などの兼ね合いで互角以上で戦える物が、コミック版は後半戦まで一方的な苦戦を強いられるほどの強敵になっている。
ギネス・スタウト
「ギネス」はビール会社のギネス、「スタウト」はビールのスタウトより。
声：檜山修之
傭兵部隊、ヘル・ハウンズ隊のメンバー。蘭花に関わりを持っており、蘭花を一方的にライバル視して襲ってくる。無論蘭花はライバルと認めていない（ただし、ギネスの技量を認める描写は小説版にある）。頭の方はかなり悪く、特に算数や数学が苦手らしい。暑苦しい。額に十字の傷がある。
リセルヴァ・キアンティ
声：浅川悠
「リセルヴァ」「キアンティ」はともにイタリアの赤ワイン。
傭兵部隊、ヘル・ハウンズ隊のメンバー。自称、元名門貴族（ただし、真偽不明）で、お金持ちを嫌うので、ミントによく口出ししてくる（「成り上がり」など）が、逆にミントに言い包められている。
コミック版ではミントに虫呼ばわりされ激怒したことも。プライドが高く、いずれエオニアを追い落として自分がトランスバール皇国の実権を握ろうと考える野心家でもある。
レッド・アイ
声：櫻井孝宏
「レッド・アイ」はカクテルのレッド・アイ。
傭兵部隊、ヘル・ハウンズ隊のメンバー。フォルテに関わりを持っている。普段から無口で用件だけしか言わない。また、顔から胸あたりまで切られたような傷がある。合理主義で、不利だと思えば戦える状態でも引く冷静さを持っているが、フォルテに対しては敵愾心を隠さないところがある。
ベルモット・マティン
声：矢部雅史
「ベルモット」はリキュールのベルモット。また、「マティン」はそのベルモットを用いたカクテル「マティーニ」からか。
傭兵部隊、ヘル・ハウンズ隊のメンバーでマスコット的な存在。ヴァニラに関わりを持っており、初対面時は強気な態度をとっていたが、ゲーム中でベルモットにヴァニラが撃墜されることはまず無い。ヴァニラとは対照的によくしゃべり、敗走する時もやかましいため、ヴァニラは「…いつもと同じパターン。」「あなたの方がうるさい…」と、大人しい彼女にしては珍しく、きつい一言を浴びせたこともある。
元々メカニック担当だったが、奇襲を受けた際敵を全滅させた功績から戦闘員となる。そのためコミック版ではプローブを操っている。若干戦闘をゲームのように楽しんでいる節あり。

ルル・ガーデン
コミック版のみに登場するオリジナルキャラクター。
シェリーの部下。レゾムが敬語を使っているところからかなり地位は高いと思われる。上官であるシェリーとは仲が悪く、いずれは自分がエオニアの側近になろうとたくらんでいる。タクト達を罠にはめてシヴァ皇子を手に入れようとしたが、失敗している。タクトに対していつか借りを返すと言っていたが、結局再登場せず借りを返せないままであった。度が強い丸メガネをかけている。コミック版のおまけ漫画でシェリーを馬鹿にしたため飛び蹴りを食らった。

### 真・正統トランスバール皇国軍
レゾム・メア・ゾム
声：楠見尚己
エオニアがトランスバールに侵略した際、エオニア側へと寝返った軍人で、皇国軍に所属していた時代は中尉だった。正統トランスバール皇国での階級は少佐。単純であるためにタクトの挑発によく引っかかる。エオニア戦役後はエオニアの後を引き継ぎ、強奪船団となりながら力を蓄えてきた。最終的には用済みとなりネフューリアによって殺される。コミック版にも登場しているが、作中名前では呼ばれない。そのためアシスタントや読者には「おっさん」と呼ばれている。
ネフューリア
声：幸田夏穂
レゾムの副官で、上司とは対照的に相手の動きを読んだり冷静沈着に行動する。その正体はヴァル・ファスクの尖兵。強奪船団を装いながらひそかにトランスバール皇国制圧を狙っていた。自分以外の人間を信じず、同じ種族であるヴァル・ファスクすらも信じていない。トランスバールを手に入れた後は、首領であるゲルンに反旗を翻すつもりだった発言もしている。
黒き月のコアクリスタルを利用して、レナ星系の資源衛星レナミスを「黒き月」とすることでその力を手に入れ、戦艦オ・ガウブを完成させ、トランスバール皇国を侵略する。最終的には皇国軍が完成させた決戦兵器の前に敗れることになる。

### EDEN
ルシャーティ
声：いのくちゆか
年齢：10代後半
『Eternal Lovers』にて、トランスバール皇国の領域外からやってきた小型艇に乗っていた少女。その正体はEDEN星系の中心星・ジュノーに存在する、EDEN文明の全ての情報が蓄えられている巨大施設「ライブラリ」の管理者の生き残り。「弟」と呼ぶヴァインを連れて、「ヴァル・ファスク」の軍勢から逃れてきた。その後、タクトたちに保護され、以後エルシオールにいる。彼女がいるタクトに近づこうとしたりと、行動に謎が多い。
頭に付けているサークレットが洗脳装置となっており、これによりヴァインに操られていた。その後、洗脳から解放され、皇国軍にライブラリの力で援助する。操られていた時の記憶も残っており、操っていたヴァインのことを憎んでいるはずだが、憎みきることができなかった。
ヴァイン
声：森訓久
「ヴァイン」は酒のヴァイン（ワイン）より。
ルシャーティと共にエルシオールにやってきた少年。おっとりとした「姉」のルシャーティに対し、彼は落ち着いたしっかり者である。しかし、どこか策略めいた振る舞いをすることもあり、やや掴みどころのない雰囲気を持つ。
その実態はヴァル・ファスクの元老院直属特機師団長。自らルシャーティの弟に成りすまし、トランスバールを視察に来ていた。前大戦にネフューリアを倒したとされる心に興味を持っていた。そして、タクトとヒロインとの繋がりこそ力と感じ、操っているルシャーティなどを使い二人の縁を断ち切ろうとする。ヴァル・ファスクの中核に近い立場でありながら、シリーズの中で出てきているどのヴァル・ファスクよりも感情的である。
EDENを制圧した時にライブラリの管理者の生き残りであるルシャーティと出会い、ずっと見守ってきた。実際は道具としてしか見ていなかったはずだったが、いつしか彼女の心に触れてしまうことになる。

### ヴァル・ファスク
ロウィル
声：保村真
トランスバール侵攻艦隊総司令官であり、ヴァル・ファスクのNo.2。幾多の戦いで功績を挙げ、ゲルンの信任も厚い人物。口調は礼儀正しいが、ヴァル・ファスクよりも優れた種族はいないと考え、普通の人間とは会話することもしない。ヴァインの裏切りにより敗北する。
ゲルン
声：納谷六朗
ヴァル・ファスクの長老にして支配者。600年前のクロノクェイク発生よりも遡る事数100年以上も前よりEDENに宣戦布告をし、その後もヴァル・ファスクの頂点に君臨し続けている最古のヴァル・ファスク。敗北したヴァル・ファスクに同情することもなく、ゴミとしか思わない。エンジェル隊・皇国軍との決戦に敗北し、自らの絶命をスイッチとして、クロノクェイク・ボムを起動させた。

### その他
ダルノー・ブラマンシュ
声：塚田正昭
ミントの父でブラマンシュ財閥の総帥。
運送業者から身を起こし、一代でブラマンシュ財閥を築き上げた。エオニアのクーデターで企業活動にダメージを受けたこともあり、エンジェル隊を支援する。自立を望むミントとの仲は余り良くないが、親として我が子のことを気に掛けている。
ヴィンセント
声：小上裕通
ブラマンシュ商会の営業部長。
エルシオールの物資補給のため連絡をとった時に現れる。ミントに取り入るチャンスだと考え、ミントの上司であるタクトに散々ワイロやサービス特価などを行おうとするが一蹴されている。ミントから言わせると、心が読めるブラマンシュ家にとっては、彼のような下心みえみえの人物のほうが扱いやすいらしい。
ウギウギ
ヴァニラのペット。宇宙ウサギという種族のウサギであり、タクトの勧めで自室で飼うことになる。だが、宇宙ウサギは寿命が大変短いため、ストーリーの途中で他界。ヴァニラはその死によって大変悲しんだが、同時に生きることの尊さを学び、後にネギネギ、ムギムギなど、たくさんの宇宙ウサギや他の動物を飼うようになる。
シスターバレル
ヴァニラの育て親。身寄りの無いヴァニラを引き取り、ナノマシン技術を教えたナノマシンの師匠。ヴァニラが幼い頃に老衰で他界するが、ヴァニラにとって彼女の死が自分の未熟さが原因だと勘違いしてしまい、ヴァニラの生死観に対するトラウマとなっていた。「無限回廊の鍵」ではヴァニラは彼女のお墓参りに行っている。

## コミック
ギャラクシーエンジェル
- 月刊ドラゴンジュニア（富士見書房）2001年5月号 - 2003年4月号（2001年12月号、2002年2月号、7月号休載）
- 月刊ドラゴンエイジ（富士見書房）2003年5月号（創刊号） - 2004年6月号まで連載（2003年7月号休載）。全34話。

ギャラクシーエンジェル2nd
- 月刊コミックラッシュ（ジャイブ）2004年8月号 - 2005年10月号まで連載（2005年4月号休載）。全14話。

ギャラクシーエンジェル番外編
- 季刊デ・ジ・キャラット（ジャイブ）にて不定期掲載（終了）

ギャラクシーエンジェル天使図鑑
- 隔月刊コミック・デ・ジ・キャラットvol.1（2004年10月発行） - vol.7（2005年10月発行）。
- ※番外編、天使図鑑はコミック「ギャラクシーエンジェル2nd第2.5巻 天使図鑑」に収録。

GAみち
- フロムゲーマーズ2000年10月号 - 2009年4月号。全90話
- 画集「KANAN」に第1 - 23回、「KANAN2」に第24 - 35回を収録。
  - またコミック「ギャラクシーエンジェル2nd」の第3巻と第2.5巻の初回限定生産セットに付属の特製ブックレットに第1 - 53回、特別編1本を収録）

極紅行進曲
- 吹屋フロ
- 隔月刊コミック・デ・ジ・キャラットvol.1 - vol.7連載。

ちとせ召しませ
- 身裂き著
- 隔月刊コミック・デ・ジ・キャラットvol.1 - vol.7、隔月コミデジvol.1連載。

ちとせが行く！
- 身裂き著
- 隔月コミデジvol.1 - vol.14連載。

## イラスト
- Super Comic City in 関西7 パンフレット表紙イラスト（2001年8月26日開催）イラスト担当:かなん

## ゲーム

### GALAXY ANGEL
突如現れた廃太子エオニア率いるクーデター軍から皇族最後の生き残りシヴァ皇子を守り落ち延びたエルシオールとムーンエンジェル隊。
そのころ、タクト・マイヤーズは星間ネットワーク構築任務に志願し、皇国軍第2方面軍クリオム星系駐留艦隊司令として辺境の惑星の開発任務を行っていたが、エオニア軍によるクーデターが発生しなし崩しになる。皇国と反乱軍のどちらに与するか考えていたところ、ムーンエンジェル隊と追撃してきたエオニア軍の艦隊に遭遇する。当初タクトはエオニアの理想に共感を覚えており、いまいちエオニア軍と戦う気になれなかったが、エンジェル隊の自信に満ちた態度や皇子の真っ直ぐさに心打たれたことにより、気の進まない戦いであっても皇子のために戦うことを決意させた。やがてタクトは戦火の中で恩師であるルフト准将により才能を買われ、（ルフト曰く、エンジェル隊は自分の理解が及ばないので、同じく理解しきれないタクトに指揮を任せることにしたとのこと）エルシオールとムーンエンジェル隊の司令官を任命される。

#### 主題歌
オープニングテーマ「Eternal Love 〜光の天使より〜」
歌：飯島真理、作詞：森ユキ、作曲・編曲：坂本裕介
エンディングテーマ「天使たちの休息」
歌：飯島真理、作詞・作曲：飯島真理、編曲：坂本裕介

### GALAXY ANGEL Moonlit Lovers
エオニアと「黒き月」との戦いから半年。皇国の英雄となったエンジェル隊とその司令官タクト。
彼の傍らには最愛の女性がいた。
そして、トランスバール皇国も戦いの傷跡から徐々に復興しつつある頃、忍び寄る古の敵「ヴァル・ファスク」。
先文明「EDEN」と戦いを繰り広げた外敵の襲来という新たな危機に、タクトは愛する人と手を取り合い立ち向かう。

#### キャラクター
- タクト・マイヤーズ - 上田祐司
- 鳥丸ちとせ - 後藤沙緒里
- ミルフィーユ・桜葉 - 新谷良子
- 蘭花・フランボワーズ - 田村ゆかり
- ミント・ブラマンシュ - 沢城みゆき
- フォルテ・シュトーレン - 山口眞弓
- ヴァニラ・H - かないみか

#### 主題歌
オープニングテーマ「Eternal Love 2003」
歌：飯島真理、作詞：森ユキ、作曲・編曲：坂本裕介
エンディングテーマ「天使たちの休息」
歌：飯島真理、作詞・作曲：飯島真理、編曲：坂本裕介

#### 挿入歌
「YOU GET A CHANCE!」
歌：ミルフィーユ・桜葉（新谷良子）、作詞：森ユキ、作曲・編曲：坂本裕介
「Fortune♡Love 〜運命の女神はアタシの味方〜」
歌：蘭花・フランボワーズ（田村ゆかり）、作詞：森ユキ、作曲・編曲：坂本裕介
「in my heart」
歌：ミント・ブラマンシュ（沢城みゆき）、作詞：森ユキ、作曲・編曲：坂本裕介
「弾dan・丸gan・ビートbeat!」
歌：フォルテ・シュトーレン（山口眞弓）、作詞：森ユキ、作曲・編曲：坂本裕介
「Like a Dolphin」
歌：ヴァニラ・H（かないみか）、作詞：森ユキ、作曲・編曲：坂本裕介
「花いろ日記」
歌：烏丸ちとせ（後藤沙緒里）、作詞：森ユキ、作曲・編曲：坂本裕介
「Eternal Love 〜光の天使より〜 エンジェル隊Version」
（歌：エンジェル隊、作詞：森ユキ、作曲・編曲：坂本裕介
アルバム『GALAXY ANGEL ボーカルアルバム Eternal Songs』に全曲収録。

### GALAXY ANGEL Eternal Lovers
「ヴァル･ファスク」の尖兵ネフューリアを退けたとはいえ、「ヴァル･ファスク」の全容が明らかになったわけではなかった。ある日、ルシャーティという少女が弟のヴァインとともに、「ヴァル・ファスク」の軍勢から逃れてきた。2人はタクトたちに保護され、エルシオールに身柄を置かれた。
やがて、ルシャーティの正体が、EDEN星系の中心星・ジュノーに存在する、EDEN文明の全ての情報が蓄えられている巨大施設「ライブラリ」の管理者の生き残りであることが判明する。また、ヴァインの正体が「ヴァル・ファスク」の元老院直属特機師団長であり、ルシャーティの頭部のサークレットに仕込んだ洗脳装置で彼女を操り、タクトとヒロインのつながりを切って弱体化しようと企んでいたことが判明する。その一方、ヴァインの彼女に抱く心情は変化し、用済みとなった彼女の処刑に反対する。大怪我を負いながらもEDENに逃走し、タクト達にルシャーティを解放するものの、本人は怪我が深すぎて助からず、心というものを理解して笑いながらこの世から去った。その後、ルシャーティは洗脳から解放され、皇国軍にライブラリの力で援助する。

#### 主題歌
オープニングテーマ「Angelic Symphony」
歌：佐藤裕美、作詞・作曲：上松範康（Elements Garden）、編曲：藤間仁（Elements Garden）
エンディングテーマ（PC）「Eternal Love 2004」
歌：佐藤裕美、作詞：森ユキ、作曲・編曲：坂本裕介
エンディングテーマ（PS2）「終わりなきPrelude」
歌：佐藤裕美、作詞・作曲：上松範康（Elements Garden）、編曲：藤田淳平（Elements Garden）

### GALAXY ANGEL EX
ギャラクシーエンジェルのミニゲーム集。内容はミニゲームをクリアしていくオリジナルストーリーの『くるくる・クールクリムゾン』がある。なお、ミニゲームのポイントをためていくと、ごほうびでギャラクシーエンジェルの壁紙を手に入れることが出来る。Windows 98/98SE/Me/2000/XP専用。

#### くるくる・クールクリムゾン
とある任務の休憩中、エンジェル隊とタクトは出撃命令がなくクジラルームで遊んでいた。
初めは休日を満喫していたタクトだったが、ある一定の時間が経つと同じ時間まで戻ることに気づくことになる。
それは任務で破壊することになっている「クリムゾンGM075」という星が原因だとわかるが、タクト以外その事実を気づいていない。
はたして、タクトは終らない時間を解放出来るのだろうか。

#### ミニゲーム
『くるくる・クールクリムゾン』中に出てくるミニゲーム。一度本編をクリアするとシングルプレイでできるようになる。レベルは5段階になっている。
ゴチャゴチャGAアルバム
間違い探しゲーム。GA本編に出てきたイベントCGを使う。レベルが高くなるにつれ間違い数が増え、妨害も増える。
発掘!ロストテクノロジー
お絵かきロジックゲーム。レベルが高くなるにつれ図形が複雑になる。
シューティングスター
紋章機を使ったシューティングゲーム。レベルが高くなると敵の攻撃が激しくなる。
神経・高速衰弱
相手と同時に神経衰弱を行う。レベルが高くなると正確性が高くなる。
ハード・ラック・エンジェル
ブラックジャック。細かい変更点はない。
白熱！エンジェル・レース
紋章機を使い、色々なアイテムを駆使し相手よりも早く進むレースゲーム。レベルが高くなると面が複雑になる。
歌留多（かるた）撫子決定戦
相手を妨害しながらカードを多くとるカルタゲーム。レベルが高くなると正確性が高くなる。なお、カルタの内容はGA本編で出てきた台詞。
フィーバー・エンジェル
スロットゲーム。レベルが高くなるとスピードが上がる。
ホワイト・ブラック
オセロゲームの改良版。盤面が正方形ではなく色々な形になっており、レベルが高くなると盤面が複雑になる。
クラッシュ・ファイター
パソコンのようなモニターのウィンドを消していくゲーム。レベルが高くなるにつれスピードが上がる。ウィンドの数が多くなるとフリーズと言う形でゲームオーバーとなる。

### ゲーム（その他）
スーパーロボット大戦X-Ω
iOS / Android用アプリゲーム。複数のロボットアニメが共演するクロスオーバー作品。2019年1月に本作とのコラボイベントが開催され、エンジェル隊の5人が登場した。ミルフィーユのみボイス付き。
アニメ第1期をベースにしているが、紋章機の設定などはゲーム版のものとなっている。

## アニメ
| 期      | 放送期間                      | 話数                     |
| ------- | ----------------------------- | ------------------------ |
| 第1期   | 2001年4月7日 - 9月29日        | 全24話+未放送2話         |
| 第2期   | 2002年2月3日 - 3月31日        | 全9回・全18話+未放送1話  |
| 第3期   | 2002年10月6日 - 2003年3月30日 | 全26回・全51話+未放送2話 |
| 第3期SP | 2003年12月25日                | 全1回・全2話             |
| 第4期   | 2004年7月7日 - 9月30日        | 全13回・全26話           |

2001年から2004年にかけて全4期が制作された。制作会社はマッドハウス。
原作系が本来、恋愛要素もコメディもなく、ハードでシリアスな展開を目的に企画されたのに対し、アニメ版は単発の様々な話を制作するところから始まって徐々にコメディ要素が増えていき、後に「空前絶後のギャグアニメ」と評されるまでになっている。原作と異なる内容になったのは、アニメ版第1期の制作立ち上げに当たって、1話当たりの時間が正味10分というフォーマットでは原作の分厚くシリアスな設定の再現は困難と判断された事による。この結果、本作品はタイトルと主要登場人物が共通でありながら、ゲーム版など原作系諸作品とアニメ版ではストーリーや登場人物の性格・プロフィールなどが大きく異なるものとなった。
ノーマッド、ウォルコットなどアニメ版のキャラクターは設定や版権などの問題により原作には登場しない。しかしながら、角川書店から出版されている原作コミック第1巻及びギャラクシーエンジェルパロディ大行進などには、ウォルコットやノーマッドが描かれている。コミックの作画を担当したかなんは、ノーマッドをコミックで活躍させたいと考え、ブロッコリーの里見哲朗に事前に相談している。しかし、里見からウォルコットやノーマッドの著作権はマッドハウスが保持していると指摘されたため、登場人物として描くことを断念した。そのため、コミックにて描く場合は登場人物としてではなく単なるぬいぐるみとして描くなど、マッドハウス側から感情を導入しない等の制約の下で描いている。
なお、主題歌も原作（ゲーム）とアニメ版では異なり、原作では飯島真理、佐藤裕美などのアニメソング歌手が、アニメ版ではエンジェル隊（後述）が主に担当している。
設定上、アニメ版はゲーム版の半年前の物語ということになっているが、両者の間で設定が異なっている場合がある。以下はその例。
物語開始時点におけるミルフィーユと蘭花の関係
原作系（水野版小説）では士官学校の同期。アニメ版（第1期#1）では蘭花は既にエンジェル隊隊員で、ミルフィーユはウェイトレスだったため、二人は面識がなかった。
ミルフィーユの紋章機「ラッキースター」の竣工時期
原作系ではプロトタイプとして最初にロールアウト。アニメ版では第1期#9にて最新鋭機として登場。
エンジェル隊の総称
原作系は「ムーンエンジェル隊」、アニメ版では「ギャラクシーエンジェル隊」である。ただし、原作系ゲームでも一度だけ「ギャラクシーエンジェル」と呼ばれた事がある。

## ミュージカル

### 概要
2005年3月16日 - 22日、紀伊國屋サザンシアター（東京都新宿区）で上演された。出演者はゲーム・アニメ版の声優とは異なる（烏丸ちとせ役は同キャラクターの声優である後藤沙緒里が担当する予定だったが、急病で参加できなくなったため、G.G.F.のメンバーである中山恵里奈が担当することになった）。
また、2005年12月7日 - 11日に銀座博品館劇場にて「ギャラクシーエンジェル Re-MIX」として再公演が行われた。新たなゲストとして、横山智佐が出演。

### キャスト
- ミルフィーユ・桜葉：富田麻帆
- 蘭花・フランボワーズ：小出由華
- ミント・ブラマンシュ：川口真理恵
- フォルテ・シュトーレン：白川りさ
- ヴァニラ・H：明坂聡美
- 烏丸ちとせ：中山恵里奈
- 山下幸絵、藤井美妃

以下、初回公演のみ出演
- ブルゴーニュ：風間水希
- ボルドー：鈴木真仁
- ロワール：高瀬郁子
- シフォン：美郷あき

以下、Re-MIXのみ出演
- アイスヴァイン：横山智佐
- キルシュ：三橋加奈子
- コルン：三浦初美
- フィル：細野佑美子

### スタッフ
- 原作：ブロッコリー
- キャラクター原案：かなん
- 演出：宇治川まさなり
- 音楽：佐橋俊彦
- 脚本：杉原研二
- 振付：SATOMI TOHMA
- エグゼクティブプロデューサー：木谷高明・片岡義朗

## GATV
ギャラクシーエンジェル情報バラエティ番組
2004年4月4日24:30、アニマックスで放送開始
2004年5月13日27:00、テレビ大阪で放送開始（→2004年6月で終了）
GATV
2004年4月4日 - 2005年3月27日。毎週日曜日24:30 - 25:00に放送（全50回）
前半パートにアニメ『ギャラクシーエンジェル』（第1期の再放送）、後半パートに「GATV」が放送された。
番組進行：新谷良子（ミルフィーユ・桜葉役）、後藤沙緒里（烏丸ちとせ役）
アキハバラ情報局 with GATV
2005年4月3日 - 2005年9月25日、毎週日曜日25:00 - 25:30に放送（全23回）
第1・2回のみ隔週放送（4月3日・4月17日）、5月より毎週放送となっている。
前半パートに「アキハバラ情報局」、後半パートに「GATV」が放送された。
番組進行：新谷良子（ミルフィーユ・桜葉役）、後藤沙緒里（烏丸ちとせ役）
アキハバラ情報局 with GATV II
2005年10月2日 - 2006年3月26日、毎週日曜日25:00 - 25:30に放送
前半パートに「アキハバラ情報局」、後半パートに「GATV II」が放送されている。
番組進行：新谷良子（ミルフィーユ・桜葉役）、稲村優奈（アプリコット・桜葉役）

## ラジオ
ぴたぴたエンジェル♪
放送局：ラジオ大阪、文化放送他
放送期間：2002年4月 - 2002年10月
パーソナリティ：田村ゆかり、新谷良子
ぴたぴたエンジェル♪A
放送局：ラジオ大阪、文化放送他
放送期間：2002年10月 - 2003年3月
パーソナリティ：田村ゆかり、新谷良子
G.A.だにょ
放送局：ラジオ大阪、文化放送他
放送期間：2003年4月 - 2003年9月
パーソナリティ：田村ゆかり、真田アサミ、新谷良子
エンジェルLOVE
放送局：ラジオ大阪、文化放送、BEAT☆Net Radio!（インターネットラジオ）他
放送期間：2003年10月 - 2005年3月
パーソナリティ：田村ゆかり、新谷良子、後藤沙緒里

## 商品

### CD
アニメ版『ギャラクシーエンジェル』関連のCDについてはギャラクシーエンジェル (アニメ)、『ギャラクシーエンジェルII』関連のCDについてはギャラクシーエンジェルIIを参照。
主題歌
- Eternal Love 〜光の天使より〜（2002年9月24日、VICL-35428）
- Eternal Love 2003（2003年6月27日、BRDF-3009）
- Angelic Symphony/Eternal Love 2004（2004年6月25日、BRDF-3031）
- 終わりなきprelude（2004年11月26日、BRDF-3038）

ドラマCD
- オリジナルドラマCD ギャラクシーエンジェル 〜飛び込んできたTWIN・STAR〜（2002年7月20日、GCFC-029）
- オリジナルドラマCD GALAXY ANGEL GAME EDITION（2002年11月1日、BRDR-1004）
- ギャラクシーエンジェルドラマCD『Angel Scramble Junction』（2004年9月24日、BRCF-3036）

キャラクターソング等
- ぷちこ&ミント ミニアルバム Twin Hearts（2002年2月9日、GCFC-025）
- 、BRoccoli The Live 〜デ・ジ・キャラット&エンジェル隊コンサート〜 in 横浜アリーナ エンジェル隊EDITION（2003年1月23日、BRCA-1011）
- ミルフィーユのうた（2003年2月14日、BRDA-1013）
- GALAXY ANGEL ボーカルアルバム Eternal Songs（2003年3月21日、BRCA-1014）
- GALAXY ANGEL GAME MUSIC（2003年4月17日、BRCA-1018）

GALAXY ANGEL キャラクターファイル
- 01「ミルフィーユ・桜葉」（2003年5月23日、BRCF-3004）
- 02「蘭花・フランボワーズ」（2003年6月27日、BRCF-3007）
- 03「ミント・ブラマンシュ」（2003年7月25日、BRCF-3013）
- 04「フォルテ・シュトーレン」（2003年8月22日、BRCF-3015）
- 05「ヴァニラ・H」（2003年9月26日、BRCF-3016）
- スペシャルCD GAドラマCD 生出演! ゲストはエンジェル!?（01〜05までの購入応募特典、GCFC-047）
- 06「烏丸ちとせ」（2004年8月27日、BRCF-3035）

GALAXY ANGEL X'mas CD
- GALAXY ANGEL X'mas CD 2003 ANGEL X'mas（2003年11月14日、BRCA-1028）
- GALAXY ANGEL X'mas CD 2004 MIRACLE X'MAS（2004年11月21日、BRCA-1045）

- ギャラクシーエンジェル キャラクターファイルセレクション ANGEL CHARGE（2004年2月25日、BRCF-3020）

GALAXY ANGEL Duet
- 1 ミルフィーユ・桜葉&烏丸ちとせ（2004年4月23日、BRCF-3025）
- 2 蘭花・フランボワーズ&フォルテ・シュトーレン（2004年5月28日、BRCF-3028）
- 3 ミント・ブラマンシュ&ヴァニラ・H（2004年6月25日、BRCF-3030）

ギャラクシーエンジェル 毎月CD
- 1/6 ミルフィーユ・桜葉 Born to be happy（2005年3月25日、BRDF-3046）
- 2/6 蘭花・フランボワーズ Longin' For You（2005年4月22日、BRDF-3047）
- 3/6 ミント・ブラマンシュ Sweet Flavor（2005年5月27日、BRDF-3048）
- 4/6 フォルテ・シュトーレン MISSION★☆★24（2005年6月24日、BRDF-3049）
- 5/6 ヴァニラ・H Healing ship（2005年7月22日、BRDF-3050）
- 6/6 烏丸ちとせ Always Together（2005年8月26日、BRDF-3051）

- ミュージカル ギャラクシーエンジェル（2005年7月22日、BRCF-3053）
- GALAXY ANGEL Duetアルバム『ANGEL SHAKE』（2005年8月26日、BRCF-3054）
- ミルフィーユ THE BEST「トラ☆トラ☆ミルフィーユ」（2005年9月23日、BRCA-1060）

GALAXY ANGELII & I デュエットCD
- （1） アプリコット・桜葉&ミルフィーユ・桜葉（2005年9月23日、BRCF-3056）
- （2） アニス・アジート&ミント・ブラマンシュ（2005年10月28日、BRCF-3057）
- （3） ナノナノ・プディング&ヴァニラ・H（2005年11月25日、BRCF-3058）
- （4） カルーア・マジョラム&蘭花・フランボワーズ（2005年12月23日、BRCF-3059）
- （5） リリィ・C・シャーベット&フォルテ・シュトーレン（2006年1月27日、BRCF-3060）
- （6） カズヤ・シラナミ&烏丸ちとせ（2006年2月24日、BRCF-3061）
- GALAXY ANGELII & I デュエットCD#ルクシオールカフェへようこそ!（全巻購入応募特典CD、GCFC-074）

Eternal Love大全集
- Eternal Love大全集（愛）（2005年9月29日、BRCA-1065）
- Eternal Love大全集（永）（2008年11月26日、BRCA-1091）

- GALAXY ANGEL II 絶対領域の扉 デラックス版特典CD「ANGELIC DISC」（2006年6月22日、GCFC-075）
- GALAXY ANGELII & I デュエットアルバム ANGEL CALL（2006年8月25日、BRCF-3074）
- ブロッコリーウィンターソングセレクション Sweet Winter（2007年11月23日、BRCA-1082）
- ギャラクシーエンジェルベスト（2009年3月25日、QECB-1002）

### コミック
- ギャラクシーエンジェル
  1. （2001年12月、ISBN 4047122866）
  2. （2002年9月、ISBN 4047123080）
  3. （2003年3月、ISBN 4047123234）
  4. （2003年11月、ISBN 4047123463）
  5. （完）（2004年7月、ISBN 4047123617）
- ギャラクシーエンジェル 新装版
  1. （2004年12月、ISBN 4861760496）
  2. （2004年12月、ISBN 486176050X）
  3. （2004年12月、ISBN 4861760518）
  4. （2004年12月、ISBN 4861760526）
  5. （完）（2004年12月、ISBN 4861760534）
- 豪華装丁版ギャラクシーエンジェル
  1. （2006年10月21日、ISBN 4-7973-3813-X）
  2. （2006年11月21日、ISBN 4-7973-3878-4）
  3. （2006年11月21日、ISBN 4-7973-3879-2）
  4. （2006年12月21日、ISBN 4-7973-3880-6）
  5. （2006年12月21日、ISBN 4-7973-3881-4）
- ギャラクシーエンジェル2nd 
  1. （2004年12月、ISBN 4861760488）
  2. （2005年7月7日、ISBN 4861761794）
  3. （完）（2005年10月7日、ISBN 4861762308）
- ギャラクシーエンジェル2nd 2.5 外伝 天使図鑑 （2005年10月7日、ISBN 4861762405）
- ギャラクシーエンジェル 初回限定BOX（2004年3月31日、ISBN 4861760437）
- Galaxy Angel
  - 1 - 4
- ギャラクシーエンジェル オフィシャルコミックアンソロジー
  - 1 - 2
- ギャラクシーエンジェル コミックアンソロジー エンジェルレシピ
  - 1 - 2
- ギャラクシーエンジェルパロディ
  - ギャラクシーエンジェルパロディ大行進!!（2003年2月、ISBN 4047123218）
  - ギャラクシーエンジェルパロディ総進撃!!（2003年7月、ISBN 4047123471）
  - ギャラクシーエンジェルパロディ大爆発!!（2004年7月、ISBN 4047123609）
- GAアンソロジー「エンジェルフルコース」
  1. （2004年9月24日、ISBN 4861760070）
  2. （2005年4月30日、ISBN 4861761425）

#### 英訳版
ブロッコリーの米国関連会社であるBroccoli International USAの書籍部門であるBroccoli Booksより英訳版が出版されている。
- Galaxy Angel（日本語版『ギャラクシーエンジェル』の翻訳版）
  1. （2004年3月3日、ISBN 193248020X）
  2. （2004年5月19日、ISBN 1932480218）
  3. （2004年7月21日、ISBN 1932480226）
  4. （2004年12月15日、ISBN 1932480439）
  5. （2005年4月20日、ISBN 1932480226）
- Galaxy Angel Beta（日本語版『ギャラクシーエンジェル2nd』の翻訳版）
  1. （2005年11月30日、ISBN 1597410217）
  2. （2006年3月15日、ISBN 1597410225）
  3. （2006年8月9日、ISBN 1597410233）
- Galaxy Angel Party（日本語版『ギャラクシーエンジェルパロディ』の翻訳版）
  1. （2005年7月30日、ISBN 1932480269）
  2. （2006年1月4日、ISBN 1932480277）
  3. （2006年10月4日、ISBN 1932480285）

### 小説
- ギャラクシーエンジェル 1（2002年11月、ISBN 4829114762）
  - ギャラクシーエンジェル〜廃太子の帰還〜（ギャラクシーエンジェル 1を加筆修正、2006年3月25日、ISBN 4047072044）
- ギャラクシーエンジェル EX（2003年7月、ISBN 482911536X）
- ギャラクシーエンジェル 烏丸ちとせのエンジェル隊業務月報（2004年9月、ISBN 4047123692）

### ムック、他
- ギャラクシーエンジェルエンジェル隊お仕事ファイル（2001年9月、ISBN 4840219672）
- ギャラクシーエンジェルキャラクターブック（2001年10月、ISBN 4048533843）
- ギャラクシーエンジェルエンジェル隊お仕事ファイル2（2002年1月、ISBN 484022045X）
- ロマンアルバム ギャラクシーエンジェルレシピブック（2002年11月、ISBN 4197202164）
- ギャラクシーエンジェル完全攻略ガイド（2003年4月、ISBN 4047071161）
- ギャラクシーエンジェル Moonlit Lovers 完全攻略ガイド（2003年9月、ISBN 4047071307）
- ぎゃらこん GALAXY ANGEL complete（2004年2月、ISBN 4938867974）
- G・A・あにまにあ GALAXY ANGEL ANAIMANIA（2004年7月、ISBN 4902314665）
- ギャラクシーエンジェル Eternal Lovers 完全攻略ガイド（2004年9月、ISBN 4047071633）
- 超解!ギャラクシーエンジェル（2004年12月、ISBN 4829175281）
- ギャラクシーエンジェル&プリンセスコンチェルト ミニワールドガイド
- かなん画集「KANAN」
- かなん画集「KANAN2」
- ギャラクシーエンジェル画集「Angels 〜KANAN's works〜」（2005年8月18日、ISBN 4861762162）

### ゲーム
- GALAXY ANGEL（Windows,Xbox,PlayStation 2版）
  - PC 超限定版 ミルフィーユパック（CD-ROM版）
  - PC 超限定版 ミントパック（CD-ROM版）
  - PC 限定版（CD-ROM版）
  - PC 通常版（DVD-ROM版）
  - XBOX
  - PS2
  - PS2 Broccoli Best Quality（廉価版）
- GALAXY ANGEL Moonlit Lovers（Windows,PlayStation 2版）
  - PC プレミアムパック（CD-ROM版）（DVD-ROM版）
  - PC スペシャルパック（CD-ROM版）（DVD-ROM版）
  - PC スタンダードパック（CD-ROM版）（DVD-ROM版）
  - PS2 ファーストパッケージ
  - PS2 セカンドパッケージ
  - PS2 Broccoli Best Quality（廉価版）
- GALAXY ANGEL Eternal Lovers（Windows,PlayStation 2版）
  - PC スペシャルパッケージ（CD-ROM版、DVD-ROM版）
  - PC 通常版（DVD-ROM版）
  - PS2 スペシャルパッケージ
  - PS2 スタンダードパッケージ
  - PS2 3本セット エターナルパッケージ（無印、Moonlit Lovers、Eternal Loversの3本を同梱したパッケージ）
  - PS2 4本セット アニメ化記念る〜んBOX（上記3本に加え、ギャラクシーエンジェルII 絶対領域の扉を同梱したパッケージ）
- ギャラクシーエンジェル 盛りだくさん天使のフルコースおかわり自由（ゲームボーイアドバンス版）
- GALAXY ANGEL EX（Windows）
  - アクセサリBOX
  - コンプリートBOX
  - 限定版
  - 通常版
- デスクトップアクセサリー（Windows）
  - 1 - 3

### パチンコ
ブロッコリーのパチンコ初参入となる。ストーリーはゲームベースだが、アニメ版の映像も使われる。